# Braillans
Braillans är en kommun i departementet Doubs i regionen Bourgogne-Franche-Comté i östra Frankrike. Kommunen ligger i kantonen Marchaux som tillhör arrondissementet Besançon. År 2022 hade Braillans 205 invånare.

## Befolkningsutveckling
Antalet invånare i kommunen Braillans
Referens:INSEE